# Séjours privés de Paul Biya
Les nombreux séjours privés de Paul Biya, second président du Cameroun, sont l'objet de polémiques récurrentes depuis quelques années.

## Polémiques
Paul Biya, second président du Cameroun, a fait divers séjours privés dont les destinations sont vaguement indiquées et les durées non mentionnées.
Les séjours privés de Paul Biya quoique anodins au départ, ont fait l'objet de polémiques. Son voyage à la station balnéaire de La Baule en 2009, où il a occupé avec sa suite 43 chambres pour un montant journalier de 42 000 euros avec une facture de quelque 800 000 euros pour les trois semaines de vacances, a contribué à la médiatisation grandissante principalement dans les médias camerounais,,.
En février 2024, La Chambre pénale d'appel et de révision de Genève a confirmé la culpabilité de six gardes du corps de Paul Biya ; les garde du corps avaient agressé un journaliste de la RTS en 2019 devant l'Hôtel Intercontinental, où séjournait Paul Biya à Genève.

## Activistes
Depuis quelques années, le Collectif des organisations démocratiques et patriotiques des Camerounais de la diaspora (CODE) s'est donné pour mission de lutter contre ces séjours privés quitte à contraindre Paul Biya à les écourter comme en février 2011, en août 2013 ou encore en octobre 2016, où il se serait vu obligé de quitter l’hôtel Intercontinental à Genève à la suite de son action,.
Un autre groupe de Camerounais de la diaspora, connu sous le nom de « Biya spotters » s'est formé pour exclusivement « épier les moindres faits et gestes du couple présidentiel à l’étranger ». Ce réseau qui contient des médecins, chefs d’entreprises, enseignants ou employés administratifs est principalement actif à Paris, Londres, Genève, Bruxelles ou Boston.

## Liste des séjours privés

### 2018
| Début      | Fin        | Durée (jours) | Lieu   |
| ---------- | ---------- | ------------- | ------ |
| 2018-08-12 | 2018-08-25 | 13            | Europe |
| 2018-03-22 | 2018-03-24 | 2             | Europe |
| Total      |            | 15            |        |

### 2017
| Début      | Fin        | Durée (jours) | Lieu    |
| ---------- | ---------- | ------------- | ------- |
| 2017-03-24 | 2017-04-12 | 20            | Europe, |
| Total      |            | 20            | Europe  |

### 2016
| Début      | Fin        | Durée (jours) | Lieu    |
| ---------- | ---------- | ------------- | ------- |
| 2016-09-26 | 2016-10-23 | 28            | Europe, |
| 2016-08-24 | 2016-09-09 | 17            | Europe, |
| 2016-05-27 | 2016-06-25 | 30            | Europe, |
| 2016-02-23 | 2016-03-14 | 21            | Europe, |
| Total      | Total      | 96            | Europe  |

### 2015
| Début      | Fin        | Durée (jours) | Lieu    |
| ---------- | ---------- | ------------- | ------- |
| 2015-08-16 | 2015-09-12 | 28            | Europe  |
| 2015-03-01 | 2015-03-27 | 27            | Europe, |
| Total      | Total      | 55            | Europe  |

### 2014
| Début      | Fin        | Durée (jours) | Lieu   |
| ---------- | ---------- | ------------- | ------ |
| 2014-08-16 | 2014-09-04 | 20            | Europe |
| 2014-04-28 | 2014-04-29 | 2             | Europe |
| 2014-04-04 | 2014-04-26 | 23            | Europe |
| Total      | Total      | 45            | Europe |

### 2013
| Début      | Fin        | Durée (jours) | Lieu    |
| ---------- | ---------- | ------------- | ------- |
| 2013-12-08 | 2013-12-15 | 8             | Europe  |
| 2013-08-05 | 2013-09-02 | 29            | Europe, |
| 2013-05-26 | 2013-06-11 | 17            | Europe, |
| 2013-01-08 | 2013-01-21 | 14            | Europe  |
| Total      | Total      | 68            | Europe  |

### 2012
| Début      | Fin        | Durée (jours) | Lieu   |
| ---------- | ---------- | ------------- | ------ |
| 2012-      | 2012-09-10 |               | Europe |
| 2012-08-07 | 2012-      |               | Europe |
| 2012-01-31 | 2012-03-04 | 34            | Europe |
| Total      | Total      | 34            | Europe |

### 2011
| Début      | Fin        | Durée (jours) | Lieu            |
| ---------- | ---------- | ------------- | --------------- |
| 2011-12-18 | 2012-      |               | Kribi, Cameroun |
| 2011-07-22 | 2011-08-16 | 26            | Europe          |
| Total      | Total      | 26            | Europe          |

### 2010
| Début      | Fin        | Durée (jours) | Lieu   |
| ---------- | ---------- | ------------- | ------ |
| 2010-09-04 |            |               | Europe |
| 2010-03-28 | 2010-04-14 | 18            | Europe |
| Total      | Total      | 18            | Europe |

### 2009
| Début      | Fin        | Durée (jours) | Lieu   |
| ---------- | ---------- | ------------- | ------ |
| 2009-09-29 | 2009-10-21 | 23            | Europe |
| 2009-08-15 | 2009-09-05 | 22            | Europe |
| 2009-07-24 | 2009-07-31 | 8             | Europe |
| 2009-04-09 | 2009-05-10 | 32            | Europe |
| 2009-02-22 | 2009-03-08 | 15            | Europe |
| Total      | Total      | 100           | Europe |

### 2008
| Début      | Fin        | Durée (jours) | Lieu   |
| ---------- | ---------- | ------------- | ------ |
| 2008-08-27 | 2008-09-10 | 15            | Europe |
| 2008-05-28 | 2008-06-19 | 23            | Europe |
| Total      | Total      | 38            | Europe |

### 2002
| Début | Fin        | Durée (jours) | Lieu   |
| ----- | ---------- | ------------- | ------ |
| 2002- | 2002-05-15 |               | Europe |
| Total | Total      |               | Europe |